# Sahib Bağırov
Sahib Bağırov – azerski bokser, srebrny medalista Mistrzostw Europy Juniorów z 1997. Dwukrotnie reprezentował Azerbejdżan na Mistrzostwach Europy w roku 1998 i 2000 oraz na Mistrzostwach Świata w roku 1999 i 2001.

## Kariera
W czerwcu 1997 zdobył srebrny medal na Mistrzostwach Europy Juniorów w Birmingham. W 1/8 finału wyeliminował reprezentanta Anglii Andrew Buchanana, pokonując go na punkty (12:1), takim samym rezultatem pokonał w ćwierćfinale Włocha Domenico Spadę. W półfinale pokonał na punkty (4:1) reprezentanta Białorusi Jurija Chazenko, a w finale przegrał przed czasem w trzeciej rundzie z Andriejem Miszynem. W maju 1998 rywalizował na Mistrzostwach Europy w Mińsku. Rywalizację zakończył w eliminacjach, przegrywając z Rosjaninem Dmitrijem Pawluczenkowem. 
W sierpniu 1999 startował na Mistrzostwach Świata w Chicago. W 1/16 finału pokonał na punkty (18:1) Anglika Nigela Wrighta. W 1/8 finału przegrał na punkty (0:5) z Czechem Lukášem Konečným, odpadając z rywalizacji. W grudniu tego samego roku zwyciężył w turnieju Acropolis Cup, który rozgrywany był w Atenach.
W maju 2000 startował na Mistrzostwach Europy w Tampere, przegrywając w pierwszej walce z Litwinem Robertasem Nomejką. W marcu 2000 uczestniczył w turniejach Trofeo Italia oraz Chemistry Cup, na których odpadł przed ćwierćfinałami. W czerwcu 2001 reprezentował Azerbejdżan na Mistrzostwach Świata w Belfaście. Odpadł tam w 1/16 finału, przegrywając z Firatem Karagöllü.